# William M. Ketchum
William Matthew Ketchum (ur. 2 września 1921 w Los Angeles, zm. 24 czerwca 1978 w Bakersfield) – amerykański polityk, członek Partii Republikańskiej.

## Działalność polityczna
Od 1967 zasiadał w Zgromadzeniu Stanowym Kalifornii. Następnie od 3 stycznia 1973 do 3 stycznia 1975 przez jedną kadencję był przedstawicielem 36. okręgu, a od 3 stycznia 1975 do śmierci 24 czerwca 1978 przez dwie kadencje przedstawicielem 18. okręgu wyborczego w Kalifornii w Izbie Reprezentantów Stanów Zjednoczonych.